# Homalodisca admittens
Homalodisca admittens är en insektsart som först beskrevs av Walker 1858.  Homalodisca admittens ingår i släktet Homalodisca och familjen dvärgstritar. Inga underarter finns listade i Catalogue of Life.